# Саенчай
Саенчай Сор Кингстар (тайск. แสนชัย ส.คิงสตาร์; 30 июля 1980, Махасаракхам, Таиланд) — таиландский боец муай-тай.Трёхкратный чемпион мира. Дважды признавался лучшим бойцом Таиланда — в 1999 и в 2008 годах. Удостаивался титула «Лучший спортсмен Таиланда». Пятикратный чемпион стадиона Лумпхини — одного из самых престижных в мире титулов в тайском боксе.

## Биография

### Молодость
Родился Саенчай в 1980 году в провинции Махасаракхам. Тренироваться начал в восемь лет, взяв пример со своего старшего брата. Через неделю после начала тренировок он вышел на первый бой и победил, заработав тридцать тайских бат — менее одного доллара. В четырнадцать лет Саенчая выкупила главная бангкокская команда по муай тай, и он покинул родной зал. Его первый трансфер обошёлся новым владельцам в 300 000 бат — около 10 000 долларов. В шестнадцать он выиграл свой первый титул — стал чемпионом Лумпхини. 

### Профессиональная карьера
Рост Саенчая 166 см, вес 60 кг. Из-за своих небольших габаритов на протяжении всей карьеры ему противостояли соперники, превосходящие его по физическим параметрам. Чемпионом Лумпхини Саенчай становился в пяти разных весовых категориях, а чемпионом мира в весах, превосходящих его собственный. В 2009 году он даже вышел на ринг одновременно против двух бойцов.
Особенностями бойцовского стиля Саенчая являются грамотная защита и изощренные атакующие действия, среди которых выделяются обманные удары по неожиданным для противника траекториям. Именно эти тактические «фишки» позволяют Саенчаю нивелировать преимущества оппонентов в физической мощи. 
В 2002 году Саенчай перешёл в профессиональный бокс. В следующем году 27 ноября состоялся его дебют на ринге, в бою за вакантный титул Паназиатской боксерской ассоциации, который завершился победой Саенчая. Потом он раз отстоял титул и ушёл из бокса.  Всего Саенчай провёл 5 боксёрских поединков и одержал 5 побед, в том числе 2 нокаутом.
В 2009 году Саенчай решил выступить за национальную сборную Таиланда по футболу. Сейчас в активе бойца 303 победы, 52 поражения и 3 ничьи. Фирменный удар, которым он прославился на весь мир, удар ногой с опорой на руку. Саенчай тренируется в зале Yokkao.
Помимо титулов в тайском боксе Саенчай является чемпионом Glory — главного турнира в мире кикбоксинга. Саенчай очень эксцентричный боец — он дрался с легендарным чемпионом по боксу Ридиком Боуи, а также вызывал на ринг Конора Макгрегора. За всю карьеру Саенчай всего единожды проиграл сопернику родом не из Таиланда. Судьи приняли спорное решение в бою с Фабио Пинка, и это при том что разница в весе была двенадцать килограмм не в пользу тайского атлета.
С 2014 года Саенчай практически перестал биться с представителями муай-тай и начал соревноваться с лучшими мировыми кикбоксерами. Всего Саенчай провёл 335 кикбоксерских поединков, из которых выиграл 289, в том числе 36 нокаутом, и проиграл 41.
Саенчай много ездит по миру и проводит обучающие семинары. Мероприятия всегда очень зрелищны, так как мастер всегда устраивает шоу для посетителей и взаимодействует с аудиторией так, как многие бойцы его уровня никогда бы себе не позволили. Последнее поражение Саенчай потерпел в 2014 году и на данный момент имеет серию из 40 побед подряд. Также в последнее время он выступает по правилам Kard Chuek — аналог муай-тай, где бойцы используют конопляные веревки для бинтования рук вместо перчаток.
В июне 2022 года на турнире One FC Саенчай победил нокаутом Никласа Ларсена. 

## Псевдонимы
Настоящее имя бойца — Супачай Саенпонг. По традиции, принятой в муай тай — боец берёт себе спортивный псевдоним по названию первого зала, где он начал заниматься. Далее он может меняться в зависимости от названия новой команды, за которую выступает атлет.  За свою карьеру Саенчай выступал под четырьмя псевдонимами:
- Саенчай Сор Камсинг
- Сангпеч Патакам Джим
- Саенчай Сор Кингстар
- Саенчай Сор Саенчай[14]

## Титулы и звания
| Год  | Титулы                                                          |
| ---- | --------------------------------------------------------------- |
| 1997 | Чемпион Лумпхини в наилегчайшем весе (52 кг)                    |
| 1998 | Чемпион Лумпхини в легчайшем весе (53 кг)                       |
| 2003 | Временный чемпион PABA в полулёгком весе (защита: 1)            |
| 2005 | Чемпион Лумпхини в суперлёгком весе (59 кг)                     |
| 2006 | Чемпион Лумпхини в суперлёгком весе (59 кг)                     |
| 2010 | Чемпион мира MTAA                                               |
| 2010 | Кубок Тойоты                                                    |
| 2010 | Чемпион Лумпхини в лёгком весе (61 кг)                          |
| 2010 | Чемпион мира WMC в лёгком весе (61 кг)                          |
| 2011 | Бриллиантовый чемпион мира WBC                                  |
| 2012 | Промежуточный чемпион мира WMPF в полусреднем весе (147 фунтов) |
| 2012 | Победитель турнира «Воины муай-тай» в полусреднем весе (65 кг)  |
| 2013 | Победитель Toyota Vigo Marathon Tournament                      |
| 2014 | Чемпион Toyota marathone runner-up                              |
| 2017 | Победитель Phoenix Fighting Championship                        |